# Queen’s Park Chess Club
Queen’s Park Chess Club – szkocki klub szachowy z Glasgow.

## Historia
Klub został założony 25 września 1873 roku z inicjatywy Alfreda Thomasa Jago. Jego powstanie wiązało się z rosnącą popularnością szachów oraz istnieniem popularnych klubów w Szkocji: Edinburgh Chess Club oraz Glasgow Chess Club. Klub początkowo liczył 26 członków, a pierwszym prezydentem został Ebenezer Duncan. Działalność rozpoczęto od zakupu bierek i szachownic. W 1874 roku klub rozegrał pierwszy mecz w swojej historii, z Helensburgh Chess Club, zakończony zwycięstwem Queen’s Park. W 1883 roku symultany w klubie udzielił Joseph Blackburne. W 1903 roku klub wygrał Spens Cup. Zawodnikami klubu byli wówczas J.C. Semple, J. McKee, James Forrester, Charles Macdonald i William R. Pitt. W sezonie 1903/1904 klub zadebiutował w Richardson Cup. Queen’s Park Chess Club dotarł wówczas do finału, pokonując Dundee Chess Club 3,5:1,5 oraz Glasgow Chess Club takim samym stosunkiem punktowym. W finale klub uległ Edinburgh Chess Club 2:3. W 1907 roku klub był finalistą Spens Cup, a wygrał go rok później. W sezonie 1908/1909 zespół zwyciężył pierwszą dywizję nowo powstałej ligi Glasgow. W 1915 roku zespół po raz trzeci triumfował w Spens Cup. W sezonie 1929/1930 klub drugi raz wygrał pierwszą dywizję Glasgow Chess League, a w sezonie 1931/1932 zwyciężył w drugiej dywizji tych rozgrywek. W latach 1934–1936 zespół był finalistą Spens Cup. Brak jest dowodów działalności klubu w późniejszych dekadach.
W 2019 roku w Glasgow powstał klub Queens Park Chess Club.